# Luigi Garzya
Luigi Amleto Garzya (San Cesario di Lecce, 7 luglio 1969) è un allenatore di calcio ed ex calciatore italiano, di ruolo difensore.

## Carriera

### Giocatore

#### Club
Cresciuto calcisticamente nel Lecce, debutta in Serie A con i giallorossi salentini nel 1985-1986. Nell'ottobre 1987 si trasferisce alla Reggina, dove disputa una stagione di Serie C1, conclusasi con la promozione dei calabresi in Serie B. Nel 1988 rientra al Lecce, in Serie A.
Nel 1991 viene ceduto alla Roma, dove gioca per tre stagioni da titolare, prima di trasferirsi alla Cremonese nell'estate del 1994. Con i lombardi milita per due anni, poi passa in Serie B, firmando col Bari e contribuendo immediatamente al ritorno dei pugliesi nella massima serie. Garzya resta in Puglia per quattro stagioni e mezzo, di cui tre in massima serie, indossando la fascia di capitano fino al luglio 2000, quando viene messo fuori rosa, ufficialmente a causa di attriti con il tecnico Fascetti e il presidente Vincenzo Matarrese. Nel dicembre del 2000 rescinde consensualmente il contratto con la società biancorossa e firma per il Torino, dove disputa tre stagioni, la prima in Serie B e le altre due in Serie A.
Ha anche vestito le maglie di Grosseto e Taranto, con cui ha chiuso la carriera nel 2005. È ricordato anche per una celebre intervista che la Gialappa's Band ha più volte riproposto nel programma Mai dire Gol, nella quale Garzya dichiarava: «Sono pienamente d'accordo a metà col mister».

#### Nazionale
Dopo aver fatto parte della Nazionale Under 20, nel biennio 1989-1990 entra nel giro della Nazionale Under 21 dove totalizzerà 7 presenze.

### Allenatore
Nel 2007 ha ricoperto il ruolo di allenatore in seconda di Francesco Moriero nel Lanciano, in Serie C1. Nella stagione 2008-2009, sempre con Francesco Moriero, ha ricoperto l'incarico di collaboratore della prima squadra del Crotone. Per la stagione 2009-2010 è vice di Francesco Moriero sulla panchina del Frosinone.
Nella stagione 2010-2011 siede di nuovo sulla panchina del Crotone da vice di Leonardo Menichini con cui aveva già collaborato durante la sua militanza da giocatore a Roma e a Lecce. Nella stagione 2013-2014 ricopre il ruolo di allenatore della formazione Primavera del Trapani. Nell'estate del 2015 entra nello staff dell'Italia under 20. Nel 2018 allena la Berretti del Potenza

## Statistiche

### Presenze e reti nei club
| Stagione         | Squadra          | Campionato       | Campionato | Campionato | Coppe nazionali | Coppe nazionali | Coppe nazionali | Coppe continentali | Coppe continentali | Coppe continentali | Altre coppe | Altre coppe | Altre coppe | Totale | Totale |
| Stagione         | Squadra          | Comp             | Pres       | Reti       | Comp            | Pres            | Reti            | Comp               | Pres               | Reti               | Comp        | Pres        | Reti        | Pres   | Reti   |
| ---------------- | ---------------- | ---------------- | ---------- | ---------- | --------------- | --------------- | --------------- | ------------------ | ------------------ | ------------------ | ----------- | ----------- | ----------- | ------ | ------ |
| 1985-1986        | Lecce            | A                | 1          | 0          | CI              | 0               | 0               | -                  | -                  | -                  | -           | -           | -           | 1      | 0      |
| 1986-1887        | Lecce            | B                | 3          | 0          | CI              | 0               | 0               | -                  | -                  | -                  | -           | -           | -           | 3      | 0      |
| 1987-ott.        | Lecce            | B                | 2          | 0          | CI              | 0               | 0               | -                  | -                  | -                  | -           | -           | -           | 2      | 0      |
| ott.87 -1988     | Reggina          | C1               | 24         | 0          | -               | -               | -               | -                  | -                  | -                  | -           | -           | -           | 24     | 0      |
| 1988-1989        | Lecce            | A                | 21         | 1          | CI              | 4               | 0               | -                  | -                  | -                  | -           | -           | -           | 25     | 1      |
| 1989-1990        | Lecce            | A                | 33         | 0          | CI              | 2               | 0               | -                  | -                  | -                  | -           | -           | -           | 35     | 0      |
| 1990-1991        | Lecce            | A                | 23         | 0          | CI              | 3               | 0               | -                  | -                  | -                  | -           | -           | -           | 26     | 0      |
| Totale Lecce     | Totale Lecce     | Totale Lecce     | 83         | 1          |                 | 9               | 0               |                    | 0                  | 0                  |             | -           | -           | 92     | 1      |
| 1991-1992        | Roma             | A                | 23         | 0          | CI              | 3               | 0               | CdC                | 4                  | 0                  | SI          | 1           | 0           | 31     | 0      |
| 1992-1993        | Roma             | A                | 29         | 0          | CI              | 9               | 0               | CU                 | 7                  | 0                  | -           | -           | -           | 45     | 0      |
| 1993-1994        | Roma             | A                | 26         | 0          | CI              | 3               | 0               | -                  | -                  | -                  | -           | -           | -           | 29     | 0      |
| Totale Roma      | Totale Roma      | Totale Roma      | 78         | 0          |                 | 15              | 0               |                    | 11                 | 0                  |             | 1           | 0           | 104    | 0      |
| 1994-1995        | Cremonese        | A                | 24         | 0          | CI              | 3               | 0               |                    | -                  | -                  |             | -           | -           | 27     | 0      |
| 1995-1996        | Cremonese        | A                | 26         | 0          | CI              | 2               | 0               |                    | -                  | -                  |             | -           | -           | 28     | 0      |
| Totale Cremonese | Totale Cremonese | Totale Cremonese | 50         | 0          |                 | 5               | 0               |                    |                    |                    |             |             |             | 55     | 0      |
| 1996-1997        | Bari             | B                | 37         | 0          | CI              | 3               | 0               |                    | -                  | -                  |             | -           | -           | 40     | 0      |
| 1997-1998        | Bari             | A                | 22         | 0          | CI              | 4               | 0               |                    | -                  | -                  |             | -           | -           | 26     | 0      |
| 1998-1999        | Bari             | A                | 33         | 0          | CI              | 4               | 0               |                    | -                  | -                  |             | -           | -           | 37     | 0      |
| 1999-2000        | Bari             | A                | 24         | 0          | CI              | 0               | 0               |                    | -                  | -                  |             | -           | -           | 24     | 0      |
| 2000-dic         | Bari             | A                | 0          | 0          | CI              | 1               | 0               |                    | -                  | -                  |             | -           | -           | 0      | 0      |
| Totale Bari      | Totale Bari      | Totale Bari      | 116        | 0          |                 | 12              | 0               |                    |                    |                    |             |             |             | 128    | 0      |
| 2000-2001        | Torino           | B                | 8          | 0          | CI              | 0               | 0               |                    | -                  | -                  |             | -           | -           | 8      | 0      |
| 2001-2002        | Torino           | A                | 12         | 0          | CI              | 2               | 0               |                    | -                  | -                  |             | -           | -           | 14     | 0      |
| 2002-2003        | Torino           | A                | 7          | 0          | CI              | 2               | 0               | Int                | 3                  | 0                  |             | -           | -           | 12     | 0      |
| Totale Torino    | Totale Torino    | Totale Torino    | 27         | 0          |                 | 4               | 0               |                    | 3                  | 0                  |             | 1           | 0           | 34     | 0      |
| 2003-2004        | Grosseto         | C2               | 8          | 0          |                 | -               | -               |                    | -                  | -                  |             | -           | -           | 8      | 0      |
| 2004-2005        | Taranto          | C2               | 6          | 0          |                 | -               | -               |                    | -                  | -                  |             | -           | -           | 6      | 0      |
| Totale Carriera  | Totale Carriera  | Totale Carriera  | 392        | 1          |                 | 45              | 0               |                    | 14                 | 0                  |             | 1           | 0           | 452    | 1      |

## Palmarès

### Giocatore

#### Club
- Campionato italiano di Serie B: 1

Torino: 2000-2001
- Campionato italiano di Serie C2: 1

Grosseto: 2003-2004 (girone B)